# Lithacodia aurata
Lithacodia aurata är en fjärilsart som beskrevs av Moore 1882. Lithacodia aurata ingår i släktet Lithacodia och familjen nattflyn. Inga underarter finns listade i Catalogue of Life.